# Parti de gauche (Suède)
Pour les articles homonymes, voir Parti de gauche, Parti communiste suédois et V.
Le Parti de gauche (en suédois : Vänsterpartiet), connu par son initiale « V », est un parti socialiste,, et écologiste de gauche,, suédois fondé en 1917, membre de l’Alliance de la Gauche verte nordique. Le parti s'est appelé successivement Parti social-démocrate de gauche de Suède (1917-1921), puis Parti communiste de Suède (1921-1967), puis Parti de gauche – Les communistes (1967-1990).
Sur les questions économiques, le parti s'oppose aux privatisations et prône une augmentation des dépenses publiques. En politique étrangère, le parti est eurosceptique, critiquant l'Union européenne, s'opposant à l'atlantisme, à l'OTAN et à l'entrée de la Suède dans la zone euro,,. Il a tenté de faire adhérer la Suède au Mouvement des non-alignés en 1980, mais n'y est pas parvenu. Le parti est écosocialiste et soutient également l'antiracisme, le féminisme et le républicanisme,,.

## Histoire

### Scission sociale-démocrate: le Parti social-démocrate de gauche de Suède
Le Parti social-démocrate de gauche de Suède (Sveriges socialdemokratiska vänsterparti, SVV) fut fondé le 14 mai 1917 par des dissidents de l'aile gauche du Parti social-démocrate, menés par Zeth Höglund et opposés à la participation du social-démocrate Hjalmar Branting au gouvernement du libéral Nils Edén. Deux ans plus tard le parti annonce rejoindre le Komintern et ainsi son soutien à la révolution bolchévique.

### Alignement sur Moscou: le Parti communiste de Suède

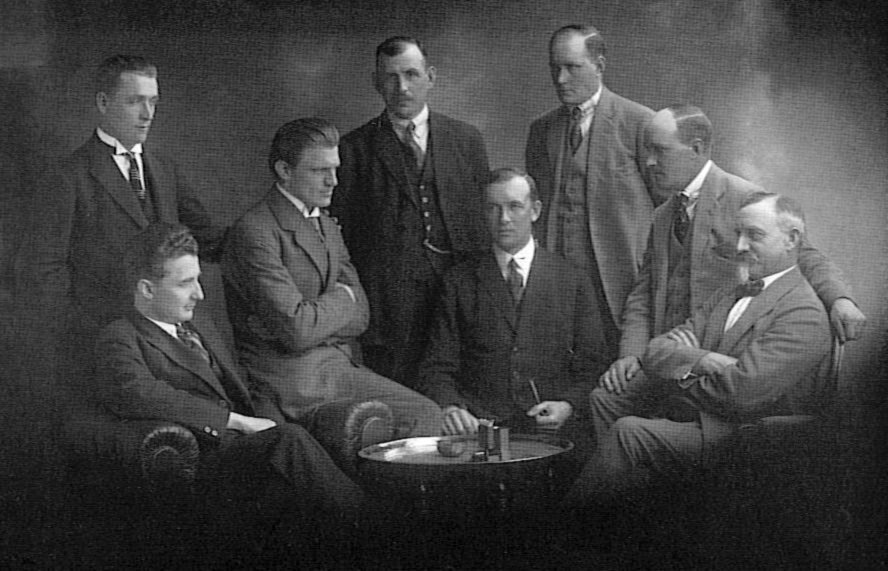
Premier groupe parlementaire communiste au Riksdag

Lors de son quatrième congrès en 1921, le Parti social-démocrate de gauche se transforma en Parti communiste de Suède  (Sveriges kommunistiska parti, SKP), conformément à la dix-huitième condition d'admission à la IIIe Internationale.
En 1924, Zeth Höglund, suivi de 5 000 militants, quitta le Parti communiste, étant opposé à l'influence de Moscou sur l'Internationale communiste, pour fonder un parti du même nom, qui se fondit dans le Parti social-démocrate deux ans plus tard.
En 1929 la scission la plus importante dans l'histoire du parti intervint. Les députés Nils Flyg (sv), Karl Kilbom (sv), Ture Nerman, ainsi que la majorité des membres du parti furent exclus du Komintern. Sur les 17 300 membres que comptait alors le parti 4 000 demeurèrent loyaux à la ligne originelle. Les militants expulsés créèrent le Parti communiste de Suède (Kilbommare) (en) (également connu sous le nom de Parti socialiste). Ces derniers récoltèrent 5,32 % des suffrages exprimés lors de élections législatives de 1932 contre seulement 2,98 % pour le SKP.
Malgré la politique de neutralité de la Suède durant la Seconde Guerre mondiale, le SKP fut menacé d'interdiction en 1940. Au lendemain de la guerre, bien qu'une circulaire gouvernementale établissait que l'expression d'opinions communistes ou la lecture de la presse communiste ne pouvaient constituer des motifs d'enregistrement dans les fichiers de la Police de sécurité, un recensement de l'ensemble des militants communistes fut organisé à partir d'avril 1948 pour des raisons de sécurité intérieure.
Les années 1960 représentèrent pour le SKP des années de divisions entre les partisans d'une ligne rénovatrice, favorable à un changement de nom du parti et à l'abandon de la mention « communiste » et les partisans d'une ligne plus traditionnelle. Entre 1964 et 1967, les membres du SKP discutèrent de la ligne à adopter, notamment en matière de politique internationale, ainsi que quant à la place du parti dans la société. Au terme de ces trois années, le secrétaire général du parti, Carl-Henrik Hermansson rappela l'attachement du parti à la démocratie parlementaire et se refusa à prendre position dans le conflit entre l'URSS et la République populaire de Chine, déniant par la même occasion au PCUS et au PCC un quelconque rôle dirigeant dans le bloc communiste.

### Virage eurocommuniste: le Parti de gauche – Les communistes
Le virage programmatique de 1967 s'accompagna d'un changement de nom du parti, dès lors nommé Parti de gauche – Les communistes (Vänsterpartiet Kommunisterna, VPK).
Le Printemps de Prague constitua un catalyseur des divisions au sein du VPK, ceux-ci se divisant en deux grands courants : une majorité condamnant l'invasion soviétique de la Tchécoslovaquie et une minorité orthodoxe et fidèle à Moscou; auxquels s'ajoutaient deux petits courants : des ultra-réformistes qui allaient rejoindre les sociaux-démocrates et un courant pro-chinois, qui quitta le VPK pour fonder leur propre formation, également nommée Parti communiste de Suède.
Les députés communistes commencèrent alors vers la fin des années 1960 à apporter leur soutien aux gouvernements dirigés par le Parti social-démocrate, remplaçant à ce rôle le Parti du centre. Les sociaux-démocrates bénéficiaient alors du maintien du VPK au-dessus des 5 % des suffrages exprimés, le parti représentant tout à la fois l'assurance d'une majorité parlementaire que le réceptacle du vote contestataire. Ce dernier point s'incarnait parfaitement dans les grandes campagnes menées par le parti en faveur de la Palestine et de Cuba ou encore contre le régime d'apartheid en Afrique du Sud, au nom de l'internationalisme prolétarien.
En 1977, face à la ligne réformiste et eurocommuniste adoptée par le VKP, les partisans d'une ligne plus orthodoxe fondèrent le Parti de travailleurs - Les communistes, parti qui porta également le nom de Parti communiste de Suède en 1995.

### Renouveau idéologique et électoral: le Parti de gauche
Lors de son 29e congrès en mai 1990, le parti décida par un vote serré (136 voix pour, 133 contre) de changer son nom et d'abandonner le terme « communiste », pour devenir simplement le Parti de gauche (Vänsterpartiet).
En 1998, le Parti de gauche obtient le meilleur score de son histoire lors d’élections générales, avec 12 % des suffrages exprimés au niveau national. Après les élections, le parti a passé un accord avec les sociaux-démocrates, leur apportant son soutien sans participer au gouvernement. Lors des élections de 2002, le Parti de gauche recule de 3 points au profit des sociaux-démocrates, les rapports de force entre droite et gauche demeurant quasi identiques. Le congrès de 2004 voit l’élection de Lars Ohly en tant que président du parti. À la fin de l’année, une de ses prédécesseurs, Gudrun Schyman quitte le parti, devant parlementaire indépendant. S’étant lui-même qualifié de communiste, M. Ohly est plus tard revenu sur ces déclarations. Lors de son congrès de 1996, le parti se présente comme féministe. Lors des élections générales de 2006, le Parti de gauche subit un recul important. Avec 5,8 % des suffrages exprimés et 22 sièges au Riksdag (− 8), il retrouve son niveau d'avant 1998. Ajoutée à la régression électorale de son allié social-démocrate au sein de la coalition rouge-verte sortante, cette perte de terrain aura permis à la droite d'opposition, rassemblée au sein de l'Alliance pour la Suède d'emporter une courte victoire.
Crédité d'intentions de vote peu encourageantes, alors que le gouvernement bat des records d’impopularité et que le Parti social-démocrate côtoie les 40 % d’intentions de vote dans les sondages, le Parti de gauche, par l’intermédiaire de Lars Ohly, annonce qu’il rejette catégoriquement toute idée de formation d’une nouvelle coalition rouge-verte en vue des prochaines élections générales. Reconnaissant que les compromis sont nécessaires mais qu’il souhaite aussi marquer sa différence et proposer aux Suédois une « alternative claire à gauche », M. Ohly souhaite tout de même maintenir les pourparlers avec les sociaux-démocrates et les verts, en précisant qu’il attend un geste de la part de ces deux partis. Cette nouvelle stratégie est justifiée par un désir de se différencier des autres partis traditionnels. Après des tractations laborieuses, les trois partis de gauche annoncent finalement le 7 décembre 2008 la formation de leur première véritable coalition, baptisée « Les Rouges-verts », en vue des élections générales de 2010.
Aux élections européennes de 2009, le Parti de gauche perd l’un de ses deux sièges d’eurodéputé avec un score de 5,7 % des suffrages exprimés. Ce score équivalent à celui obtenu par le parti aux élections générales de 2006 est en revanche nettement inférieur à celui des élections européennes précédentes (moins 7 points). Son élue, Eva-Britt Svensson, est la dernière représentante de l’Alliance de la Gauche verte nordique parmi les 35 eurodéputés du groupe GUE/NGL. Candidate au poste de présidente du Parlement européen, elle recueillera 89 voix, contre 555 à son seul adversaire, le conservateur polonais Jerzy Buzek.
Au lendemain des élections législatives de 2014, le Parti de gauche décide un soutien sans participation au gouvernement minoritaire des sociaux-démocrates alliés aux écologistes, mais à la condition que le gouvernement revienne sur les privatisations. Le parti propose également l’interdiction des profits dans les secteurs de la santé et de l’éducation pour les entreprises privées qui dépendent directement de crédits publics. En 2018, Jonas Sjöstedt, président du Parti de gauche, critique l’ambivalence des sociaux-démocrates : « Dans leur course au pouvoir, ils mènent une politique qui intègre la nouvelle gestion publique. Ils favorisent l’emprise croissante du marché. » Le Parti de gauche renonce à son soutien au gouvernement en juin 2021 à la suite d'un projet gouvernemental visant à alléger les règles sur l'encadrement des loyers.

## Idéologie
Le parti de gauche soutient le fait qu'il n'y a pas d'égalité sociale en matière de genre, en Suède. Le parti est favorable à la création d'un ministère de l'égalité sociale et de l'apprentissage de l'« auto-défense féministe » dans les lycées. Le parti est aussi favorable à la mise en place d'une « aide spéciale à l'emploi » pour les réfugiés arrivés en Suède. Le parti est aussi eurosceptique.
Sur le plan international, le parti soutient la solution à deux États dans les frontières de 1967 pour résoudre le conflit israélo-palestinien, ainsi que le boycott contre Israël,.
Le parti propose des mesures environnementales tel que la préservation et la sauvegarde de la biodiversité, l'introduction d'instruments réduisant l'utilisation des pesticides et du fumier dans l'agriculture, renforcer les considérations environnementales dans la législation, interdire le rayonnement de fond pour une pêche professionnelle durable. Le code de l'environnement et la législation minérale devraient être renforcés et la proportion de zones naturelles protégées de valeur devrait être augmentée afin de respecter les obligations internationales en matière de biodiversité. Il prévoit également d'accélérer les mesures de protections environnementales pour accomplir les objectifs que la Suède s'est engagée d'atteindre d'ici 2020.

## Dirigeants

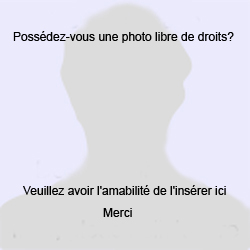
Carl Winberg (sv) (1917)
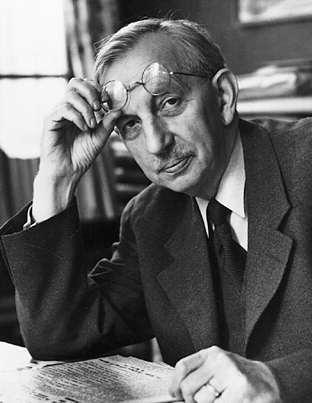
Zeth Höglund (1917, 1919-1924)
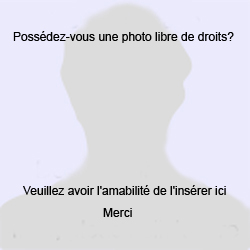
Ernst Åström (sv) (1918)
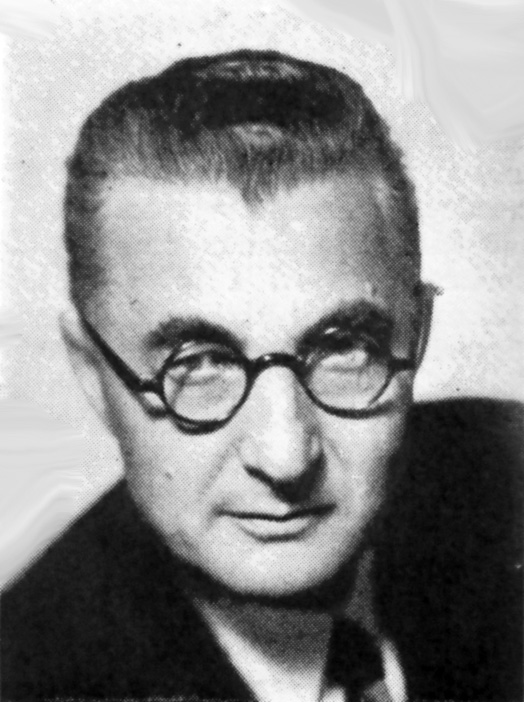
Karl Kilbom (sv) (1918, 1921-1923, 1924-1929)
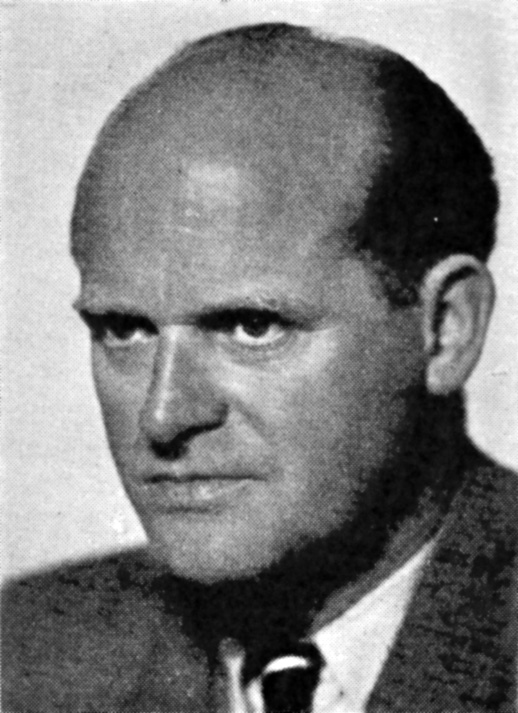
Nils Flyg (sv) (1924-1929)
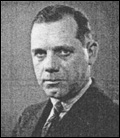
Sven Linderot (sv) (1929-1951)
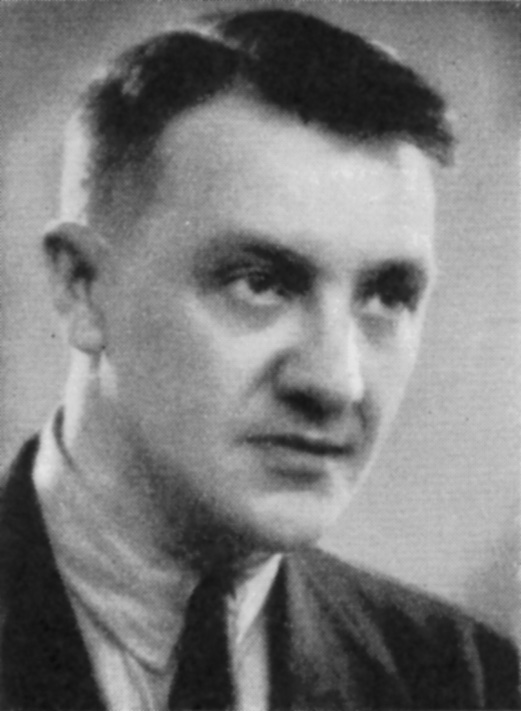
Hilding Hagberg (sv) (1951-1964)
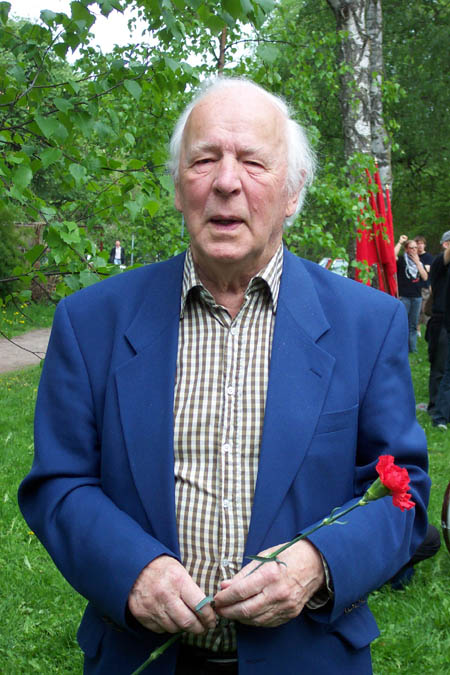
Carl-Henrik Hermansson (1964-1975)
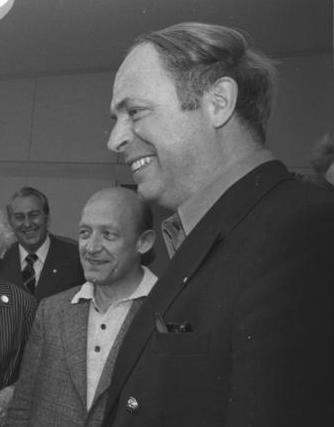
Lars Werner (1975-1993)
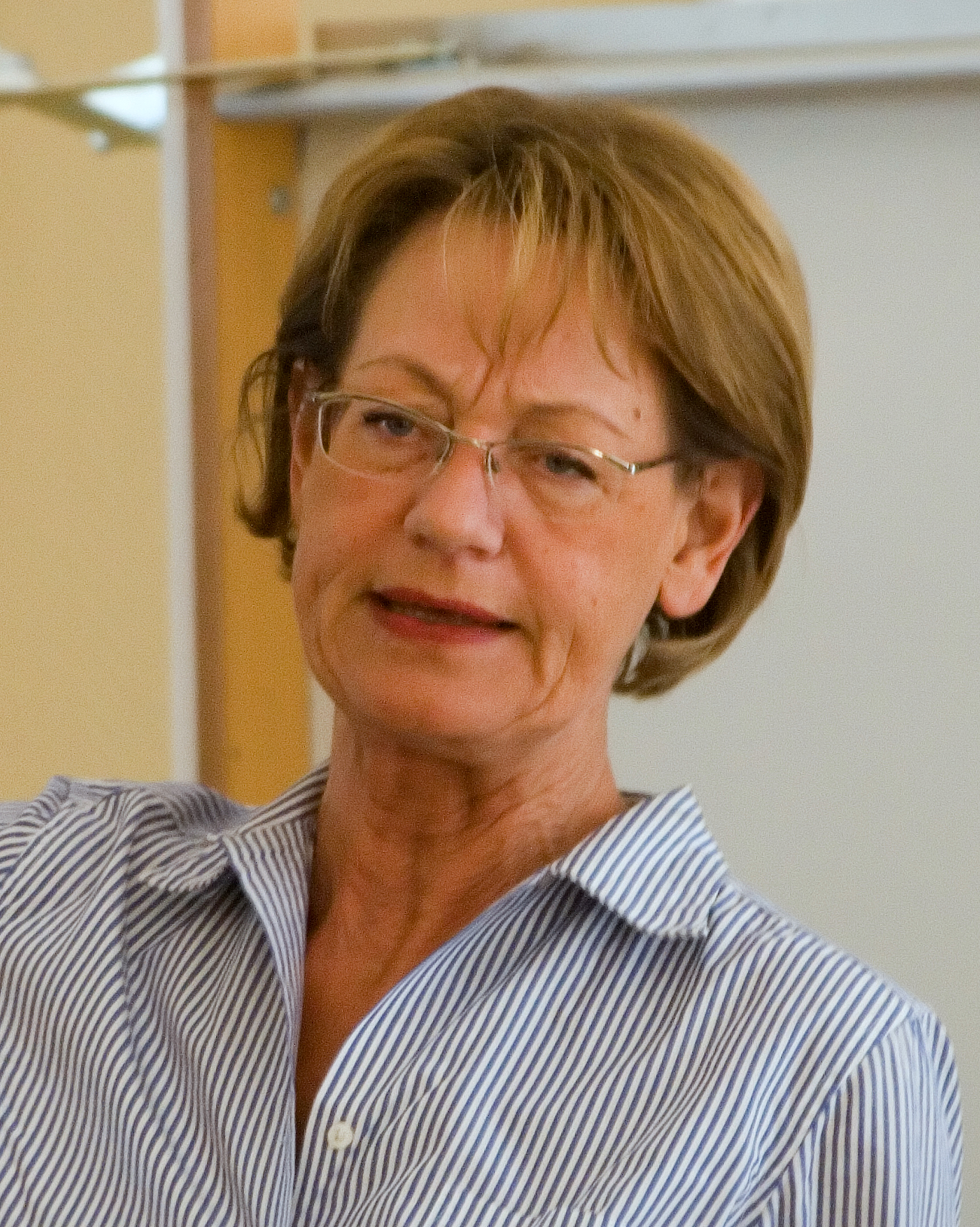
Gudrun Schyman (1993-2003)
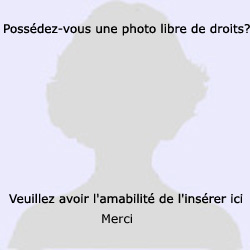
Ulla Hoffmann (intérim) (2003-2004)
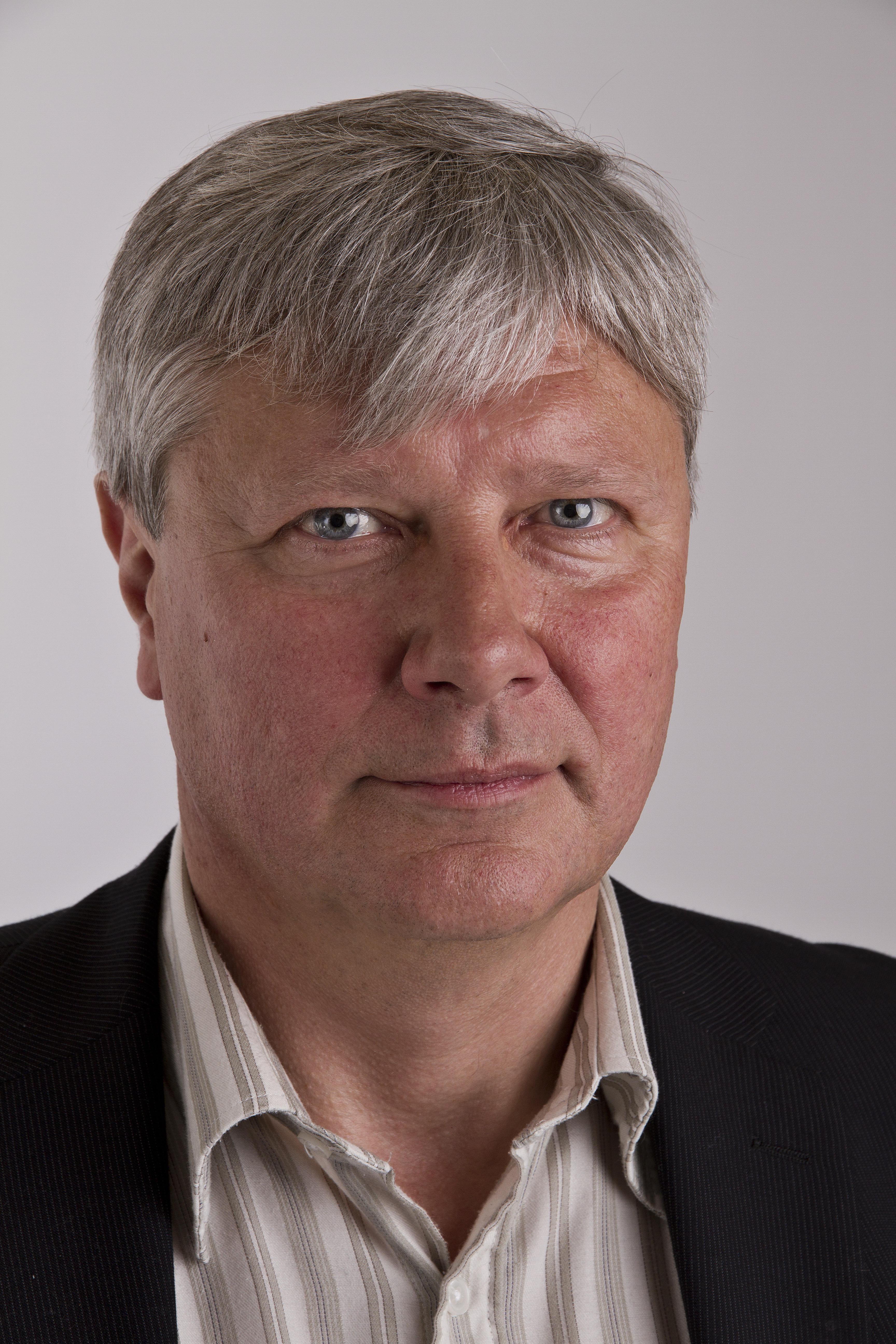
Lars Ohly (2004-2012)
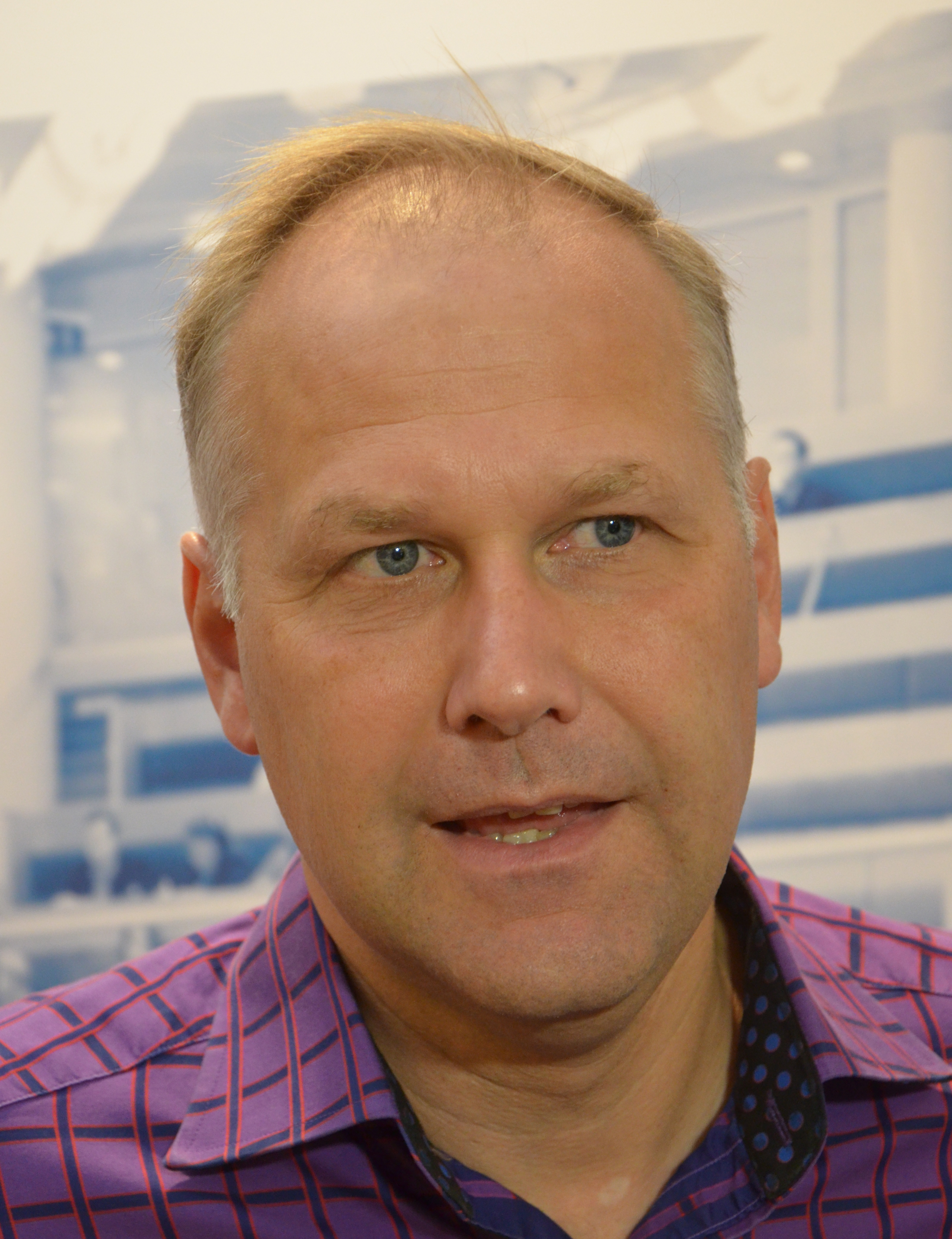
Jonas Sjöstedt (2012-2020)
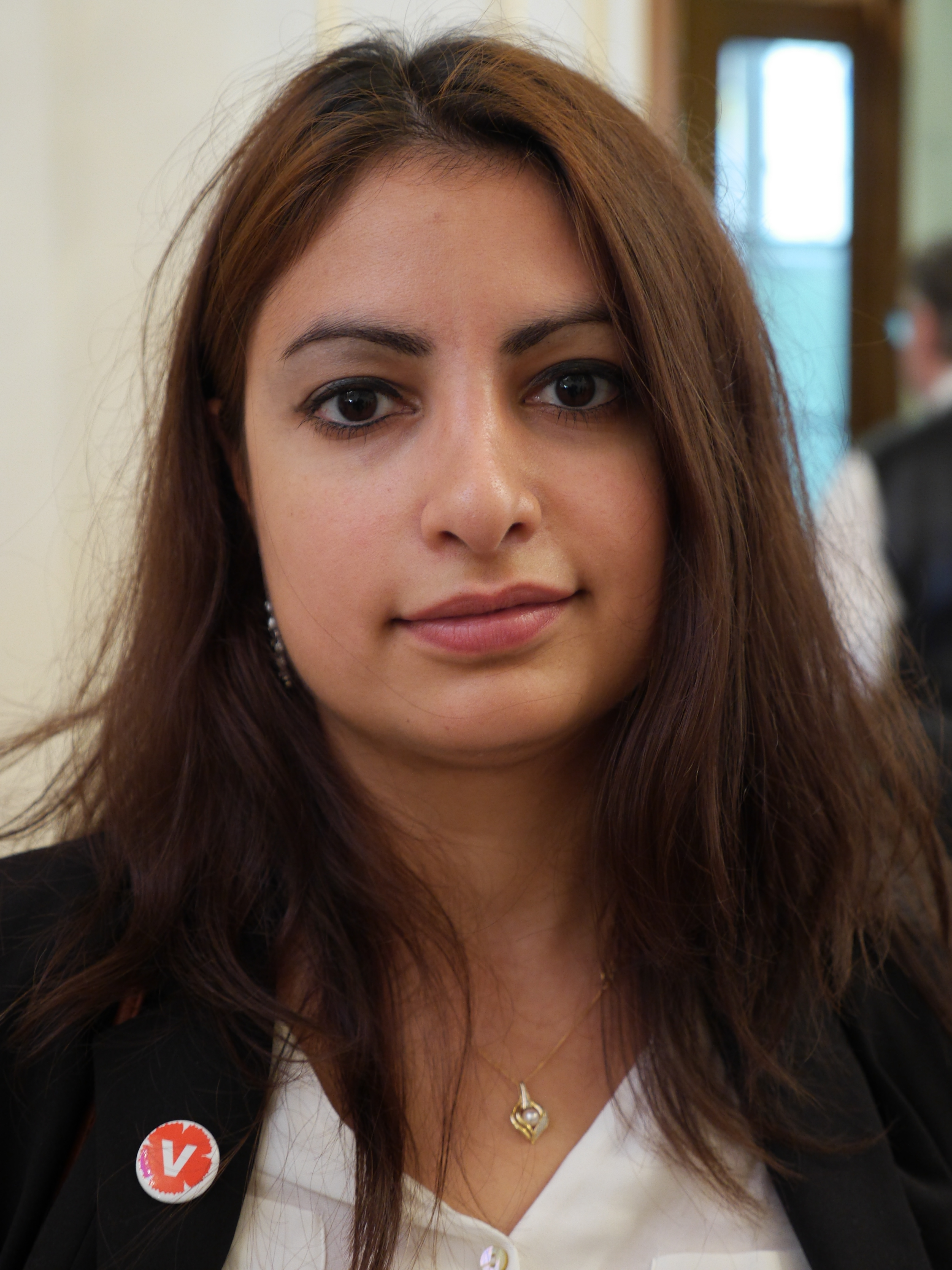
Nooshi Dadgostar (depuis 2020)

## Résultats électoraux

### Élections parlementaires
| Année | Députés  | Votes   | %    | Rang |
| ----- | -------- | ------- | ---- | ---- |
| 1917  | 11 / 230 | 59 243  | 8,0  | 4e   |
| 1920  | 7 / 230  | 42 056  | 6,4  | 6e   |
| 1921  | 7 / 230  | 80 355  | 4,6  | 5e   |
| 1924  | 4 / 230  | 63 301  | 3,6  | 6e   |
| 1928  | 8 / 230  | 151 567 | 6,4  | 5e   |
| 1932  | 2 / 230  | 74 245  | 3,0  | 7e   |
| 1936  | 5 / 230  | 96 519  | 3,3  | 6e   |
| 1940  | 3 / 230  | 101 424 | 3,5  | 5e   |
| 1944  | 15 / 230 | 318 466 | 10,3 | 5e   |
| 1948  | 8 / 230  | 244 826 | 6,3  | 5e   |
| 1952  | 5 / 230  | 164 194 | 4,3  | 5e   |
| 1956  | 6 / 231  | 194 016 | 5,0  | 5e   |
| 1958  | 5 / 231  | 129 319 | 3,4  | 5e   |
| 1960  | 5 / 232  | 190 560 | 4,5  | 5e   |
| 1964  | 8 / 233  | 221 746 | 5,2  | 5e   |
| 1968  | 3 / 233  | 145 172 | 3,0  | 5e   |
| 1970  | 17 / 350 | 136 659 | 4,8  | 5e   |
| 1973  | 19 / 350 | 274 929 | 5,3  | 5e   |
| 1976  | 17 / 349 | 258 432 | 4,8  | 5e   |
| 1979  | 20 / 349 | 305 420 | 5,6  | 5e   |
| 1982  | 20 / 349 | 308 899 | 5,6  | 5e   |
| 1985  | 19 / 349 | 298 419 | 5,4  | 5e   |
| 1988  | 21 / 349 | 314 031 | 5,8  | 5e   |
| 1991  | 16 / 349 | 246 905 | 4,5  | 7e   |
| 1994  | 22 / 349 | 342 988 | 6,2  | 5e   |
| 1998  | 43 / 349 | 631 011 | 12,0 | 3e   |
| 2002  | 30 / 349 | 444 854 | 8,39 | 5e   |
| 2006  | 22 / 349 | 324 722 | 5,9  | 6e   |
| 2010  | 19 / 349 | 334 053 | 5,6  | 7e   |
| 2014  | 21 / 349 | 356 331 | 5,7  | 6e   |
| 2018  | 28 / 349 | 518 454 | 8,0  | 5e   |
| 2022  | 24 / 349 | 437 050 | 6,75 | 4e   |

### Élections européennes
| Année | Députés | Votes   | %     | Rang | Groupe  |
| ----- | ------- | ------- | ----- | ---- | ------- |
| 1995  | 3 / 22  | 346 764 | 12,9  | 4e   | GUE/NGL |
| 1999  | 3 / 22  | 400 073 | 15,8  | 3e   | GUE/NGL |
| 2004  | 2 / 19  | 321 344 | 12,8  | 4e   | GUE/NGL |
| 2009  | 1 / 18  | 179 182 | 5,7   | 6e   | GUE/NGL |
| 2014  | 1 / 20  | 234 272 | 6,3   | 7e   | GUE/NGL |
| 2019  | 1 / 20  | 282 300 | 6,8   | 7e   | GUE/NGL |
| 2024  | 2 / 21  | 464 166 | 11,06 | 5e   | GUE/NGL |